# Stefan Majewicz

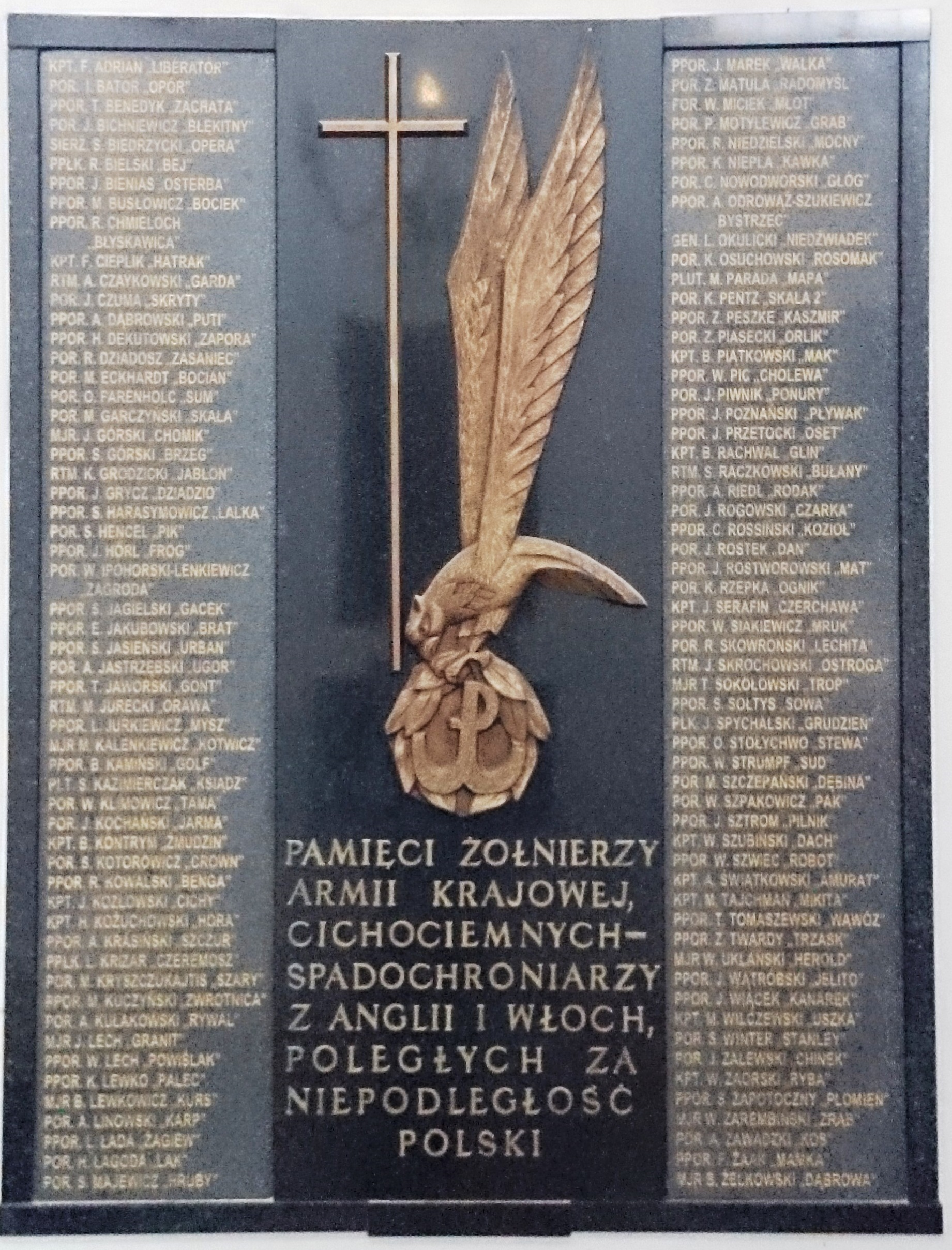
Tablica w kościele św. Jacka w Warszawie, upamiętniająca poległych cichociemnych, w tym Stefana Majewicza

Stefan Majewicz, ps. Hruby, Stefan Jontek (ur. 30 sierpnia 1910 w Hoheneich w Niemczech, zm. 13 sierpnia 1944 w Warszawie) – polski nauczyciel, urzędnik i żołnierz, porucznik WP, uczestnik kampanii wrześniowej, cichociemny. Kawaler Orderu Virtuti Militari.

## Życiorys
Przyszedł na świat 30 sierpnia 1910 roku w Hoheneich w Niemczech w rodzinie szewca Kazimierza (ur. 1882) i Leokadii z domu Staniszewskiej (1886-1953). Miał młodszą siostrę Janinę (ur. 1915). Maturę i dyplom nauczycielski uzyskał w Poznaniu, gdzie przybył z rodzicami z Niemiec. Następnie podjął służbę wojskową i jednocześnie studiował w Centralnym Instytucie Wychowania Fizycznego w Warszawie (1931-33). Pracował jako nauczyciel w Toruniu, a później był urzędnikiem w Warszawie.
Po wybuchu II wojny światowej walczył na Wileńszczyźnie i brał udział w obronie Lwowa. Przedostał się do Francji, skąd został ewakuowany do Wielkiej Brytanii. Przeszedł szkolenie w Centrum Szkolenia Artylerii, ukończył Oficerski Kurs Doskonalenia Administracji Wojskowej (pod tym kryptonimem funkcjonowała polska szkoła wywiadu). W nocy z 30 na 31 marca 1942 został zrzucony, w ramach operacji Belt, na teren poligonu SS w Baryczy. Został oficerem wywiadowczym II Oddziału Komendy Głównej Armii Krajowej i działał w ramach organizacji Wachlarz m.in. w Hamburgu, Lubece, Bremie i Szczecinie.
Po aresztowaniu, które nastąpiło w Warszawie w 1943 zbiegł, powtórnie aresztowany trafił na Pawiak i tam mimo ciężkich obrażeń poddany został śledztwu. Nie wyjawił żadnych informacji. Został rozstrzelany w ruinach getta warszawskiego w dniu 13 sierpnia 1944, w jednej z ostatnich egzekucji przed wysadzeniem Pawiaka przez Niemców. Jego symboliczny grób znajduje się na cmentarzu Powązkowskim w Warszawie (kwatera 143-6-21).

## Upamiętnienie
W lewej nawie kościoła św. Jacka przy ul. Freta w Warszawie odsłonięto w 1980 roku tablicę Pamięci żołnierzy Armii Krajowej, cichociemnych – spadochroniarzy z Anglii i Włoch, poległych za niepodległość Polski. Wśród wymienionych 110 poległych cichociemnych jest Stefan Majewicz.